# Podgraf

Původní graf a jeho podgraf

Termín podgraf se v teorii grafů používá jako jistá obdoba pojmu podmnožina.
Graf {\displaystyle H=(V_{H},E_{H})} je podgraf grafu {\displaystyle G=(V_{G},E_{G})}, jestliže platí následující podmínky:
1. {\displaystyle V_{H}\subseteq V_{G}}
2. {\displaystyle E_{H}\subseteq E_{G}}
3. Hrany grafu {\displaystyle H} mají oba vrcholy v {\displaystyle H}.

Jinými slovy, podgraf vznikne vymazáním některých vrcholů původního grafu, všech hran do těchto vrcholů zasahujících a případně některých dalších hran.

## Indukovaný podgraf

Původní graf a jeho indukovaný podgraf

Graf H je indukovaný podgraf (též plný podgraf) grafu G, jestliže je podgrafem G a pro každé dva vrcholy u, v grafu H platí: {\displaystyle (u,v)\in E_{G}\rightarrow (u,v)\in E_{H}}.
Indukovaný podgraf vznikne vymazáním některých vrcholů a pouze těch hran, které do vymazaných vrcholů zasahují.

## Faktor
Podgraf H je faktor grafu G, jestliže množina vrcholů grafu H je totožná s množinou vrcholů grafu G, {\displaystyle V_{H}=V_{G}}. Faktor též nazýváme hranovým podgrafem.
k-faktor grafu ke k-regulární podgraf, který pokrývá všechny vrcholy grafu G. 1-faktor je perfektní párování.

## Kostra
Kostra grafu G je takový jeho faktor, který neobsahuje kružnice. Ovšem musí být zachovány existence cest v grafu. Tzn. musí být zachován počet komponent grafu (počet souvislých částí grafu).

## Klika
Klikou grafu nazýváme takový podgraf, který je úplný. Nalezení kliky dané velikosti je známým NP-úplným problémem.